# Thésaurus documentaire
Pour les articles homonymes, voir Thésaurus.
| - Concept ou Terme préférentiel - véhicule - Domaines - véhicule - transport [MT 3330] - Terme(s) équivalent(s) - moyen de transport - Terme(s) générique(s) [TG] - (aucun) - Terme(s) spécifique(s) [TS] - navire - véhicule aérien - véhicule amphibie - véhicule militaire - véhicule spatial - véhicule terrestre - Terme(s) associé(s) [TA] - métier : transport [MT 6005] - technique automobile [MT 3510] - transport [MT 3330] |
| Environnement sémantique du terme « véhicule » extrait du thésaurus Motbis édité par le Ministère de l'Éducation nationale |

Un thésaurus, thésaurus de descripteurs ou thésaurus documentaire est une liste organisée de termes contrôlés et normalisés (descripteurs et non descripteurs) représentant les concepts d'un domaine de la connaissance.
C'est un langage contrôlé utilisé pour l'indexation de documents et la recherche de ressources documentaires dans des applications informatiques spécialisées. Les thésaurus sont donc une catégorie de langages documentaires parmi d'autres. Les termes (dans l'exemple ci-contre : véhicule, navire, etc.) sont reliés entre eux par des relations de synonymie (terme équivalent), de hiérarchie (terme générique et terme spécifique) et d'association (terme associé) ; chaque terme appartient à une catégorie ou domaine.

## Introduction
Le thésaurus documentaire est un outil linguistique qui permet de mettre en relation le langage naturel des utilisateurs et celui contenu dans les ressources. Cette technique pallie les limites du langage naturel utilisé par les auteurs des documents et les personnes interrogeant des systèmes documentaires, langage naturel très riche mais aussi assez souvent ambigu. Le thésaurus évite ainsi les risques induits par les synonymies, les homonymies et les polysémies présentes dans le langage naturel. Contrairement à un dictionnaire auquel il est souvent comparé, un thésaurus ne fournit qu'accessoirement des définitions, les relations des termes et leur sélection l'emportant sur la description des significations.
Par exemple un thésaurus reliant récolte à culture, blé à céréale, et France à Europe, permettra pour une question portant sur la récolte du blé en France de trouver des ressources indexées avec culture céréale Europe.
Les thésaurus documentaires sont un type de thésaurus qui suivent des principes de construction établis depuis les années 1970 dans une norme internationale de l'ISO, dont la dernière édition a été publiée en 2011,. 
Avec l'élaboration de normes et d'applications informatiques spécialisées, comme dans le domaine voisin des ontologies, une convergence des problématiques (ressources, hiérarchie, réutilisation, etc.) a rapproché les thésaurus documentaires des ontologies.

## Étymologie, orthographe et histoire
Thesaurus signifie « recueil, répertoire » en latin. Il a donné naissance au dictionnaire thesaurus linguae latinae de Robert Estienne et à un type d'ouvrages que l'on nomme thésaurus, bien que distincts des thésaurus documentaires et des thésaurus lexicographiques.
Les thésaurus documentaires développés dans le contexte des banques de données scientifiques dans les années 1970, prennent de l’importance grâce au développement de l’informatisation dès les années 1990. C’est un système de recherche privilégié notamment en raison de l’utilisation des opérateurs booléens qui permet alors de faire des équations logiques de recherche.
Les trois orthographes thesaurus, thésaurus et trésor sont admises par les dictionnaires : la première est un xénisme qui reprend directement la forme latine, la seconde en est une francisation partielle et semble la plus fréquente dans la littérature, la dernière en est la forme française. Le pluriel latin thesauri est quelquefois employé, mais passe pour une forme désuète ou un anglicisme (l'anglais employant le pluriel latin). La cohérence veut qu'on écrive soit un thesaurus, des thesauri, soit un thésaurus, des thésaurus, soit un trésor, des trésors.

## Le thésaurus contemporain
Ce nouvel outil en documentation et en sciences de l'information (en anglais Information Retrieval) destiné à l'indexation manuelle ou automatique, puis au repérage des documents apparait après la Seconde Guerre mondiale. Le mot thésaurus a été employé en documentation à cause du Thesaurus de Peter Mark Roget (Roget's Thesaurus of english words and phrases - 1852) qui était un dictionnaire anglais de synonymes et de notions connexes, organisé systématiquement, un thésaurus lexicographique. Après la guerre, c'est-à-dire dès 1947 le développement des sciences et techniques en documentation a nécessité de nouveaux outils de recherche et entraîné entre 1947 et 1957 un grand courant international de recherches théoriques en recherche d'information et en classifications documentaires.
Peter Luhn, et Bernier et Crane aux États-Unis, revendiqueront chacun la paternité du thesaurus documentaire de mots-clefs, termes ou concepts. Ce mot, devenu à la mode pour tout ce qui concernait le contrôle du vocabulaire (langage contrôlé), fut utilisé la première fois publiquement en documentation par Hélène - Louise Brownson (secrétaire de Vannevar Bush), après dix années de recherches théoriques à la Conférence de Dorking en ces termes : « application of a mechanized thesaurus based on networks of related meanings »,.

## Outil d'indexation et outil de recherche
Un thésaurus est un type particulier de langage documentaire. Il est constitué d'un ensemble structuré de concepts représentés par des termes, pouvant être utilisés pour l'indexation de documents dans une banque de données bibliographiques ou dans un catalogue de centre de documentation, à des fins de recherche documentaire.
L'utilisation du thésaurus permet de pallier les imperfections du langage naturel dans un but d'indexation. Le langage naturel — soit notre langage quotidien — contient de nombreux soucis de polysémie et de synonymie.
Le thésaurus est un outil d'indexation combinatoire à vocabulaire contrôlé, c'est-à-dire que les termes qui le constituent sont sélectionnés et ne peuvent être modifiés (sauf lors des mises à jour). Il est postcoordonné car les descripteurs définissant les concepts peuvent être combinés ou associés a posteriori lors de la recherche d'information.
L'indexation en langage documentaire grâce au thésaurus permet une homogénéité du mode d'indexation qui ne dépend alors plus de la culture de l'indexeur.
Le thésaurus est utilisé à l'entrée et la sortie de la chaîne documentaire, c'est-à-dire lors de la phase d'indexation et lors de la phase d'interrogation par l'usager.
La capacité de recherche via le thésaurus est importante puisque ce dernier utilise un langage combinatoire qui associe et recoupe les mots de la recherche pour optimiser la qualité des résultats.
Trois types de termes composent un thésaurus :
- Les descripteurs utilisés pour indexer un document, il s'agit de l'ensemble des mots autorisés pour indexer.
- Les non-descripteurs qui par convention ne peuvent pas être employés pour indexer un document, et qui renvoient au descripteur à utiliser. Ils sont utilisés à la recherche.
- Les mots outils : ce sont des descripteurs qui ne peuvent être utilisés seuls (exemple : méthode). Ils sont coordonnés avec au moins un autre descripteur.

Pour l'utilisateur d'un catalogue électronique ou d'une base de données bibliographique, le thésaurus peut constituer un instrument de recherche. D'ailleurs il y a différents types de recherche. On peut procéder à une recherche hiérarchique consistant à parcourir le thésaurus en suivant son arborescence : on va du plus général au plus particulier. Il y a également la recherche par termes. On part des termes pour parcourir le reste du thésaurus

## Relations entre les concepts et les termes
Un thésaurus a une double organisation : entre concepts (c'est-à-dire une relation sémantique) et entre termes représentant ces concepts (c'est-à-dire une relation d'équivalence).

### Relations entre concepts, relations sémantiques
Les relations entre concepts sont de plusieurs types :
- Relations hiérarchiques stricto sensu, base de la hiérarchie du thésaurus. Elles sont représentées par les sigles TG (terme générique - en anglais, BT : broader term) et TS (terme spécifique - en anglais, NT : narrower term). Exemples :
  - chat TG félin (le concept de « chat » a pour générique le concept de « félin », plus général)
  - félin TS chat (le concept de « félin » a pour spécifique le concept de « chat », plus précis)
  - félin TG carnivore (le concept de « félin » a pour générique le concept de « carnivore », plus général).

Un concept qui est le générique d'un autre peut donc lui-même être le spécifique d'un troisième (les boucles doivent être exclues).
Habituellement, un concept est lié à un générique et un seul (sauf dans le cas du concept racine), et à 0 à n spécifiques. Il est toutefois possible, si l'on introduit la polyhiérarchie, d'avoir dans un thésaurus donné plusieurs génériques pour un même concept.
Pour plus de précision, les relations hiérarchiques peuvent être typées :
- - relations espèce - genre (ex : un chat est un félin)
  - relations tout - partie (ex : un carburateur est une partie d'un moteur)
  - relations d'instance (ex : Félix Faure est une instance de Président de la République française)

- Relations d'associations ou relations associatives enrichissant le réseau de relations hiérarchiques selon d'autres axes de type sujets connexes. Ces relations peuvent être de nature très variée : causalité, localisation, relations de nature temporelle, composition, etc.

Les relations d'association sont représentées par le sigle TA (terme associé - en anglais, RT : related term). Ces relations entre concepts permettent au chercheur de modifier progressivement son interrogation ou de l'élargir sur d'autres bases que la relation hiérarchique.
- Appartenance à un « groupe de concepts ». Il est courant de sélectionner et regrouper des concepts selon un critère spécifique, tels que leur pertinence à un domaine particulier. Ces regroupements de concepts sont appelés suivant les contextes : thèmes, domaines, champs sémantiques, microthésaurus (MT).
- Appartenance à un « groupe de facettes », qui permet de rapprocher des « concepts frères » (sibling concepts).

Il est important de noter que, dans le modèle de base d'ISO 25964, les relations d’association sont réciproques. Ainsi la relation qui unit Oiseau et Ornithologie est symétrique et valable dans les deux sens. Néanmoins la norme offre la possibilité de spécialiser ces relations pour les rendre non symétriques, comme dans le cas d'une relation CAUSE/EFFET (section 10.4 de la norme ISO 25964-1). Le vocabulaire du Web, SKOS n'impose pas la réciprocité de la symétrie pour la relation associative : les relations associatives peuvent ainsi être symétriques, non symétriques ou antisymétriques.

### Relations entre les termes représentant les concepts, relations d'équivalence
Les relations d'équivalence entre termes représentant un même concept permettent de lutter contre la polysémie.
La nouvelle norme de 2011 ISO 25964-1:2011 désigne parmi l'ensemble des termes pouvant représenter un même concept : un terme préférentiel (descripteur) et des termes non-préférentiels (non-descripteurs), base de l'univocité du concept. Cette relation est représentée par le sigle EP (abréviation d'« Employé Pour »). La relation inverse des termes non-préférentiels vers le terme préférentiel est représentée par le sigle EM (abréviation d'« Employer »)
Ce sont des variantes des termes spécifiques (synonymie ou quasi-synonymie) considérées comme « équivalentes » dans le langage courant, ou des termes représentant des concepts assez proches pour être considérés comme « équivalents » pour les dispositifs d'accès à l'information.

### Autres attributs
Divers types de relations, rubriques ou attributs complémentaires peuvent être adjoints à cette structure pour enrichir le thésaurus ou améliorer son usage. Citons en particulier différents types de notes : notes d'emploi (ou explicative ou d'application) qui définissent ou clarifient le périmètre sémantique d'un concept, notes de définition, notes utiles aux gestionnaires, etc.
On peut également prévoir des « équivalents linguistiques » des concepts pour des thésaurus multilingues, ainsi que des passerelles avec d'autres thésaurus du même domaine ou de domaines différents.

## Constitution d'un thésaurus
Un thésaurus s'élabore, soit manuellement par la voie d'une personne ou de plusieurs, grâce à une intelligence humaine (l'élaboration d'un thésaurus de 3 000 descripteurs par une seule personne peut prendre six à huit mois), soit de manière automatique, par le biais de l'intelligence artificielle, grâce à des logiciels de construction automatique de thésaurus du type du SATO (Système d'analyse de textes par ordinateur), soit par un mélange de l'approche humaine et automatique.
Des systèmes de traitement automatique de textes (indexation automatique) permettent l'extraction des termes les plus fréquents d'un corpus et dans une certaine mesure facilitent l'émergence de leurs relations sémantiques. Ces infos-logiciels utilisent également des outils linguistiques de reconnaissance morpholexicale et syntaxique. D'après G. Salton, Luhn et Mooers furent les premiers à envisager le remplacement des indexeurs par la machine et de l'intelligence humaine par l'intelligence artificielle par exemple grâce à l'analyse de la fréquence des mots clefs (CRANFIELD II, SMART Information Retrieval System, pertinence, relevance), ce qui entraîna le courant de la génération automatique de thésaurus par exemple le NCI_Metathesaurus grâce à des logiciels spécialisés tels chez I.B.M. THESAUT-TP (création automatique d’un thésaurus à partir de profils ou questions documentaires) qui est un logiciel de traitement linguistique d’aide à l’interrogation ou TLS (Thesaurus and Linguistic System) qui avec le programme THES, permet la création et la consultation de thésaurus pour enrichir une question,. Elle est à relier alors à l'indexation automatique de documents. Il s'agit d'un vocabulaire contrôlé puisqu'il résulte d'un long processus de tri des mots, appellations et expressions utilisés dans un domaine particulier. Il s'agit d'une démarche pragmatique et continue de rationalisation des termes descriptifs. Il existe trois méthodes de constitution d'un thésaurus :
- analytique (a priori) : à partir des mots clefs de l'indexation ;
- synthétique (a posteriori) : à partir de listes de mots-clef préétablies à l'aide de dictionnaires, lexiques, glossaires, etc.
- mixte.

Ces méthodes portent parfois d'autres noms, comme méthode « stalactitique » et « stalagmitique » (D. Sörgel),,.
En vue de la meilleure adéquation au domaine considéré, les termes sont inventoriés, comparés, mis en relation et finalement hiérarchisés pour rendre compte des traits essentiels du domaine. Cette hiérarchie s'appuie sur une typologie : chaque terme appartient à une catégorie qui le situe par rapport à tous les autres termes retenus et qui fixe de cette manière sa priorité d'emploi. La hiérarchie des termes peut tout à fait être différente d'un thésaurus à un autre et même sous réserve d'incohérence dans un usage ou un autre du même thésaurus.
Finalement, en partant du niveau le plus haut et correspondant au domaine du thésaurus, on trouve d'abord les subdivisions majeures représentant les composantes du domaine - subdivisions souvent nommés microthésaurus. Un exemple de thésaurus formé d'un ensemble de microthésaurus, puis pour chaque subdivision, la hiérarchie propre aux descripteurs. Dans le thésaurus à schémas fléchés (ex. Thésaurus du Management), il y a une structuration en champs sémantiques, chacun constitue un ensemble de 30 à 40 descripteurs définis par un mot clef titre placé au centre de la grille. Un thésaurus peut aussi concerner plusieurs domaines, comme cela est le cas d'un macrothésaurus (exemple : Thésaurus de l'OCDE). Un thésaurus sectoriel est spécialisé lui dans un seul domaine spécifique de la connaissance (exemple : Thésaurus de la Formation).
Il demeure toujours une dimension arbitraire dans la hiérarchie d'un thésaurus, soit dans le choix des termes, soit dans leur position hiérarchique.
Il existe différentes normes pour l'élaboration des thésaurus,. (Lire aussi le numéro spécial de la revue Documentaliste de l'ADBS.)
- ISO 25964-1 : Thésaurus et interopérabilité avec d’autres vocabulaires[26]

Ce projet de norme en cours de finalisation remplace les deux anciennes normes : ISO 2788-1986 : Principes directeurs pour l'établissement et le développement des thésaurus monolingues, et ISO 5964-1985 : Principes directeurs pour l'établissement et le développement des thésaurus multilingues.
- SKOS : Spécification en langage RDF développé par le W3C, pour la publication et l'utilisation des thésaurus dans le cadre du Web sémantique.
- Normes anglaises : BS 8723 : 2005. Structured vocabularies for information retrieval, adaptation anglaise de la norme ISO 2788.
- Normes américaines : ANSI/NISO Z39-19:2005, Controlled vocabularies [PDF][27].

## Exemple de thésaurus élémentaire
Soient les rubriques principales d'un micro-thesaurus sur un système informatique collaboratif :
- Individus
- Logiciel
- Réseau
- Ressources

La rubrique Individus se composerait par exemple de :
- Lecteur (TG) ;
- Participant (TG) ; Auteur (EP) ; Contributeur (EP) ;
  - Éditeur non-inscrit (TS) ; Anonyme (EP) ; Adresse IP (forme métaphorique à éviter) ;
  - Éditeur inscrit (TS) ;
- Participant mandaté (TG) ;
  - Administrateur (TS) ; Sysop (terme usuel dans la communauté) ;
  - Gestionnaire (TS) ;
  - Représentant (TS) (chargé des relations extérieures) ;
- Utilisateur (terme imprécis : à proscrire) ; Internaute (imprécis : à proscrire).

Le responsable de toute contribution pourrait ainsi être spécifié par au moins un terme descriptif choisi parmi les cinq termes spécifiques (TS) ou parmi les trois termes génériques (TG), selon les besoins. Les termes (EP) seront par principe évités dans l'indexation, mais pourront être utilisés ultérieurement pour exploiter exclusivement tel ou tel type de contribution sans employer rigoureusement les termes propres de la description initiale.

## Les modes de présentation
Quel que soit son support, un thésaurus utilise habituellement des présentations par classement alphabétique de ses termes ; premier stade avant la présentation des relations hiérarchiques. Ainsi l'utilisateur peut-il être dérouté dans un premier temps par l'absence d'un terme dans une liste, alors qu'une autre modalité d'usage du thésaurus lui révèlera que ce terme est bien pris en compte mais grâce à une relation d'équivalence à un terme préférentiel. Des présentations sous forme de graphes et cartes permettent des explorations plus complexes.
L'utilisation ou exploration d'un thésaurus peut se faire habituellement à l'aide de différents modes de présentation :
- Liste(s) alphabétique(s) des termes : pour une approche globale ou la recherche d'un terme particulier ;
- Liste(s) hiérarchique(s) des termes : pour l'approfondissement d'une notion ;
- Liste(s) d'occurrences (liste permutée) : pour la vérification de la pertinence d'un élément d'une expression utilisée comme descripteur ;
- Automatiquement par un moteur de recherche.

On peut trouver dans ces listes, le symbole 'MT indiquant le microthésaurus dont relève le terme. Un microthésaurus est un champ sémantique particulier qui permet de consulter lors de l'indexation d'un document tous les termes voisins.
Il existe plusieurs types de présentation :
- le thésaurus hiérarchique
- le thésaurus à schémas fléchés, spécialité du Bureau Van Dijk, Belgique[29] : l’ensemble du vocabulaire est découpé en champ sémantique mais encore :
- Thésaurus à arborescences,
- Polygones,
- Arbres circulaires[30]…

Le thésaurus graphique continue à se développer grâce aux interfaces du web et de l'informatique. Les systèmes de gestion électronique de documents (GED) comportent tous un module de gestion et d'exploitation intégrées de thésaurus[Information douteuse].

## Éléments optionnels d'un thésaurus
On trouve associées aux descripteurs des définitions (cas d'homonymie), des notes assistant l'utilisateur ou l'éditeur (notices), des liens de toute nature, etc.

## Origines des thésaurus
- Gérard Cordonnier[32] : en France, les travaux de Gérard Cordonnier, puis Jean-Pierre Pagès avec le CODOC et Jean-Claude Gardin avec le SYNTOL sur le Langage codé sont très proches de recherches effectuées aux États-Unis par Bernier et Crane et par Luhn sur le thesaurus[33]
- Calvin Mooers : aux États-Unis, avec Mooers et le Zatocoding[34]) du Massachusetts Institute of Technology (MIT), introduit le premier les termes descripteur Descriptor (en) en recherche d'information, IRT, mot employé en 1949, mais auparavant en février 1947 dans un article fait elliptiquement allusion à un nouvel instrument lexicographique appelé thesaurus lié à la recherche mécanisée, qui comprendrait des « termes d'indexation » avec des « nuances de signification », et ainsi qu'un dictionnaire et une encyclopédie, puis abandonna l'idée de lier le thésaurus au dictionnaire (qui comprend la définition des termes). Un outil appelé thésaurus de recherche documentaire et informationnelle était donc déjà inventé avant son application pratique. C'est en 1959 seulement que date le premier thésaurus opérationnel nommé ainsi, et postérieur au concept de thésaurus, objet de recherches de chercheurs américains et européens.
- Mortimer Taube : Plus tard en 1951 Mortimer Taube invente les Uniterms à partir des intuitions de Mooers (1955, The Uniterm system of index : à chaque uniterme correspond une fiche, où sont inscrits les numéros de référence des documents sélectionnés pertinents) et la recherche se fait ensuite grâce à des cartes perforées. Les premiers thésaurus sont liés au système documentaire des cartes perforées ou punched cards. Taube s'appuie sur des mots-clefs et Mooers sur des concepts, or un concept peut - être décrit par plusieurs mots-clefs différents.
- Charles Bernier et E.J. Crane : Toujours en 1947 les ingénieurs Crane, E. J., et Bernier, Charles. L., de Chemical Abstracts aux États-Unis, travaillent sur les sémantèmes et la sémantique et développent eux aussi un concept de thésaurus adapté à la recherche d'informations cette fois de façon professionnelle : jusqu'en juillet 1957, date où il introduit la notion d'un « thésaurus technique ». Bernier poursuit ses recherches pour construire un réseau d'associations permanentes entre les concepts : « Une collection complète de rapports permanents parmi les sémantèmes pour en science définie est un enregistrement concentré de faits établis et acceptés de la science de l'époque, qui a une valeur en mettant en œuvre un rappel des faits pertinents. Une collection de rapports de cette nature ressemblerait à un thésaurus. » (Bernier et Heumann)[35].
- Ranganathan : En 1933, Ranganathan invente la classification à facettes appelée aussi Colon classification (qui entraîne plus tard, Cf Jean Aitchison, la création du thésaurus à facettes, thesaurofacettes ou Thesaurofacet).
- Hans Peter Luhn : ingénieur suisse chez IBM, fécond en idées, Luhn est le créateur des « codes-notions » et « familles de notions » pense lui dès 1952 comme Mooers mais sans utiliser le terme de thésaurus, dont pourtant on le crut être l'inventeur mais il n'utilise ce terme qu'en 1957 au sujet d'un « dictionnaire de notions » c'est-à-dire de termes autorisés pour l'indexation, avec classes (segments) de sous - classes, coordination des termes, recherches destinées à l'informatique. En 1959 Luhn invente les index permutés KWIC (Key Word in Context) qui complèteront ensuite les thésaurus. En 1957, J-P Wadington introduit un système d'IR dans lequel les mots sont organisés par classes avec un rapport générique / spécifique[36].
- Le Cambridge Langage Recherch Unit (CLRU)[37] : En Angleterre, le Cambridge Langage Recherch Unit (Needham, Joyce, Whiley, K. Sparck Jones, M. Masterman[38]) étudie le thésaurus sous un modèle mathématique (Algorithmique). En 1955, des travaux expérimentaux ont lieu avec un thésaurus documentaire de recherche au Royal Radar Establishement, Malven.

### Les premiers thesauri
Le premier thésaurus opérationnel est celui des termes de la chimie en 1959, Thesaurus of Engineering Terms (E.I.DuPont de Nemours and Co. de l'Engeneering Information Center. Le Thesaurus of ASTIA descriptors en mai 1960 créé par l’Armed Services Technical Information Agency (devenue le Défense Documentation Center) avec des concepts selon la méthode de Calvin Mooers, c'est-à-dire des « descripteurs », mots ou groupe de mots proposés pour l'indexation et qui fusionnera avec le thesaurus of Engineering Terms, construit par l’Engineers Joint Council, en 1964 pour former le Thesaurus TEST en 1967. En 1961 parait le Chemical Engineering Thesaurus, élaboré par l'American Institute of Chemical Engineers (AIChE). On appela donc aussi le thésaurus documentaire « thésaurus de descripteurs » (G. Van Slype). Le Bureau Van Dijk se spécialisa dans le thésaurus à schémas fléchés, à représentation graphique, avec des terminogrammes tel le Thesaurus Euratom, le premier thésaurus européen, et on inventa aussi des thésaurus à arborescences à polygones ou à schémas circulaires (ou cercles concentriques) tel celui de l'armée néerlandaise en 1964, le TDCK Circular Thesaurus System. Le premier thésaurus français portant ce nom serait le thésaurus l'armement du CEDOCAR. La floraison de thesauri date des années 1970 en sciences et techniques. Dès les années 1960 apparaissent des symposiums sur la construction de thesauri (Symposium on Thesaurus Building, Oslo, Norway (1965) appelés aujourd'hui workshop (Building Taxonomies for Information Retrieval: A Hands-On Workshop, 2005, ASIS). Selon Brian Vickery ce mot regroupe alors au moins quatre sens différents sous un même mot. Apparaissent des bibliographies et des annuaires de thesauri nationaux et internationaux, recensés soit par l'ASLIB ou par le Bulletin des bibliothèques de France (BBF) en France. Les thésaurus sont inventoriés dans différents répertoires dont :
- http://dmoz.org/World/Français/Références/Thésaurus/ Répertoire DMOZ, rubrique Thésaurus
- clearing house, à Varsovie
- au Canada à Toronto (« The Thesaurus clearinghouse », pour la langue anglaise).

Le thésaurus fut inventé en vue de l'indexation puis de la recherche de documents. En 1971, l'UNESCO a établi des principes directeurs pour les thésaurus multilingues. Bien vite, en 1972/74, le thésaurus est normalisé (normes nationales AFNOR Z 47 - 100 et internationales ISO 2788), après un symposium à Berlin-Ouest en 1973 avec l'UNISIST, l'ISO et l'UNESCO puis une conférence à Helsinki en mai 1976 qui conduit au Projet de guide d'établissement de thésaurus multilingues.
À la suite de la publication de nouvelles normes anglo-saxonnes en 2005 (ANSI/NISO Z39.19 et BS 8723), une nouvelle version de cette norme ISO, fusionnant les versions mono- et multilingue, est apparue sous forme de projet en octobre 2009.

### Articles
- Sur le site de JASIS  Gerard Salton The past thirty years in information retrieval Journal of the American Society for Information Science Volume 38, Issue 5, Date: September 1987, Pages: 375-380 Gerard Salton
- Jacques Chaumier - La saga IBM de l’informatique documentaire. Quelques jalons.
- Sylvie Dalbin, « Thésaurus et informatique documentaires. Des Noces d’Or », Documentaliste-Sciences de l’Information, vol. 44, 1 (2007), p. 76‑80 et « Thésaurus et informatique documentaires. Partenaires de toujours ?  », Documentaliste-Sciences de l’Information, vol. 44, 1 (2007), p. 42-55.
- Paul-Dominique Pomart, "Perspectives pour un nouveau siècle", Documentaliste, Sciences de l'Information, vol. 40, 2, 2003, p. 127-131
- Hubert Fondin - La Science de l'information et le poids de l'histoire, 2005